# Deb Glatiotis
Deb Glatiotis ist eine frühere kanadische Skeletonsportlerin.
Deb Glatiotis erreichte ihre sportlichen Erfolge zu Beginn der 1990er Jahre. Sie gewann in Calgary den Titel bei der Skeleton-Nordamerikameisterschaft 1991 vor Carol Bortenlanger und Mary-Ann Podgorski. Im selben Jahr wurde sie hinter Bortenlanger und vor Val Simon Zweite bei den kanadischen Meisterschaften. 1992 wurde sie in Calgary Vierte bei den Meisterschaften von Alberta.
Von 1991 bis 2004 arbeitete Glatiotis als Analysetechnikerin am Department of Geology and Geophysics der University of Calgary. Derzeit arbeitet sie als Office Manager eines medizinischen Spas in Nelson.

## Belege
1. ↑   Resultate der Nordamerikameisterschaft 1991 (Memento vom 10. Oktober 2007 im Internet Archive)
2. ↑   Ergebnisse der kanadischen Meisterschaften 1991 (Memento vom 7. Oktober 2007 im Internet Archive)
3. ↑   Resultate der Meisterschaften von Alberta 1992 (Memento vom 25. Oktober 2007 im Internet Archive)
4. ↑   Alumni Newsletter 1/2004 (Memento vom 29. Dezember 2015 im Internet Archive) (PDF; 298 kB)
5. ↑  Mitarbeiterliste des Spas

| Personendaten    | Personendaten                 |
| ---------------- | ----------------------------- |
| NAME             | Glatiotis, Deb                |
| KURZBESCHREIBUNG | kanadische Skeletonsportlerin |
| GEBURTSDATUM     | 20. Jahrhundert               |